# 夕日ロマンス
『夕日ロマンス』（ゆうひロマンス）は、カトウハルアキによる日本の漫画。アニメ雑誌『ファンロード』（大都社）において、2005年から2006年まで連載された。全11話。単行本は全1巻。

## 概要
作者の実質的な漫画家デビュー作として『ファンロード』（大都社）2005年7月号に読み切り作品として掲載され、人気が出たためにシリーズ化。以降同年12月号、2006年3月号,5月号,7月号 - 12月号、2007年1月号に掲載された。1話から9話まではコーヒー名義、10・11話をカトウハルアキ名義で発表。連載終了後、無料ウェブコミック誌『FlexComixブラッド』（フレックスコミックス）に第1話から再録連載され、2007年7月にソフトバンククリエイティブより単行本が発売されている。
なお『ファンロード』の投稿者によって構成される書籍『コミック・イラストロジー2006』に、本作の番外読み切り「夕日ロマンス〜アホな姉弟がボケるまでの過程と考察」が掲載されている。この読み切りは漫画制作に関するメイキング漫画であり、全8ページ中漫画部分は3ページしかなく内容も「作者自身が教師として登場する」というメタフィクションなものであるため、単行本未収録である。また2011年4月12日に発売されたアンソロジーコミック『ブラコンアンソロジー Liqueur -リキュール-』（発行：フレックスコミックス / 発売：ソフトバンククリエイティブ）には、本作の新作読み切り作品が収録されている（タイトルは「夕日ロマンス」）。

## あらすじ
黒髪美人のユウは高校3年生。1つ年下のヒロを溺愛し、一線を越えたいとさえ公言している。人目もはばからずにいちゃつき、ヒロに近付く悪い虫を追い払うことに余念が無く、友達に変態呼ばわりされてもお構いなしだが、肝心のヒロはその気を示さない。ユウとは別居している異母妹のトモもまたヒロに一目惚れしており、ことあるごとに2人の仲に水を差そうとするが、やはりヒロには異母妹としてしか見られていないので、あまりうまくいっていない。

## ストーリー概要
本作品はユウの行き過ぎた姉馬鹿ぶりが、その気持ちに気付かないヒロに対して空回りを続けるラブコメディである。コメディ中心であるため性愛や倒錯性は必ずしも主眼にはならないが、2人きりになったときに怪しげな空気が醸し出される事はあり、ヒロも強い拒絶を示さず、その方向での広がりを微妙に示唆している。
単行本のカバーや帯、ウェブコミックの紹介文では最初からユウとヒロが姉弟であることが明記されている。しかし本来であれば、この関係は第1話の結末で判明する作りになっているため、オチとして機能しにくくなっている。
作者は大分県出身であり、県内にユウとトモが通う2つの学校にはモデル校が存在する。また作者には実姉がおり、姉もまた『ファンロード』の投稿者であったため、連載中には他の投稿者達から「実話ではないのか」と冗談半分で茶化されることがたびたびあった。
『ブラコンアンソロジー Liqueur -リキュール-』収録の読み切りは、話の流れは『ファンロード』連載版と同じだが、ユウ・ヒロ等の登場キャラクターの容姿と、学校の制服のデザインなど、設定が一部変更されている。

## 登場人物

### 主要人物
ユウ / 紅夕暮（くれない ゆうぐれ）
ヒロの姉。鶴ヶ崎高校3年。腰まで伸ばした黒髪ロングに、左目に泣きほくろがある。黒色を好み、高校では、本来の制服のデザインをそのまま黒い素材で作り直した特注の改造制服を着ており、足も黒ストッキングと黒革靴で全身真っ黒に固めている。通常の制服は既に売却済み。下着についても黒色の物を購入しようとしたところ、「まだ早い」と白を薦めるヒロと押し問答になったことがある。
姉弟の仲は良く、それ以上の感情を持っており、いわうるブラコンである。母子家庭であり、幼い頃に、仕事で家にいることが少ない母親のベニーから、ヒロの面倒をみるように頼まれ、世話をしていくうちに、彼に対する恋愛感情が芽生えていった。ブラコンであることは周囲の友人も知っており、弟自慢を披露して呆れられることが多々ある。ヒロへの愛情は暴走気味だが、今後の進展についてはそれほど楽観的ではない（第1話）。ヒロに近付く女の子に対しては容赦が無い。容姿端麗・成績優秀・スタイル良しと見た目欠点はなく、ラブレターを貰うなどモテているが、上述の暴走気味なブラコン具合とある種の奇行、相まって学校では「黒ずきん」・「黒カーテン」・「暗黒姫（ダークネス・ビューティ）」・「魔女（エコエコアザクラ）」「魔界（パンデモニウム）」「黒い魔女」などの通り名で有名になっている。
『Liqueur』版では大人びた容姿に変更されている。
ヒロ / 紅緋色（くれない ひいろ）
ユウの弟でトモの異母兄。鶴ヶ崎高校2年。姉弟の仲はいいが鈍感で、ユウや他の女子の好意に気付いていない。口数の少ない朴念仁だが、要所では気遣いを見せる。天然パーマのモジャモジャ頭。左耳にピアスを1つ付けている。顔立ちは亡くなった父親によく似ている。幼い頃から、母親のベニーが留守がちなため、ユウと過ごす時間が多く、ユウの愛情を一身に受けて育った。買い物や家事の多くを引き受けるが、自他共に認める不器用さのため、料理はユウに任せている。スポーツは苦手で、勉強もできないが、不思議ともてる。
『Liqueur』版ではやや大人びた容姿に変更されている。
トモ / 旭名灯（あさひな ともしび）
ヒロ・ユウの異母妹。邦府高校1年。異母兄のヒロに好意を抱いており、そのためユウとはライバル関係にある。ブラコンであることは周囲の友人も知っている。ユウとは対照的に髪の毛の色は金髪だが、顔は似ている。ヒロに対しては恥じらいが先に立ち、ユウほど積極的になれないが、その分ユウに対しては遠慮なく噛み付くが、互角にこそなれ優位には立てない。ヒロ目当てで鶴ヶ崎高校に行った時はタッキーやナナミについて来られた上にツトム先生に言い寄られてしまう。このことから、父や兄のモテ体質を彼女が受け継いだと考えられる。勉強は苦手。母譲りなのか貧乳。

### 学校
ハナちゃん / 霧島華（きりしま はなやか）
鶴ヶ崎高校3年。ユウのクラスメイト。ツッコミ。体育会系吹奏楽部員。ユウのブラコンには呆れている。
ミヤさん / 宮山雅（みやま みやび）
鶴ヶ崎高校3年。ユウのクラスメイト。図書委員。家が貧乏で、バイトの鬼。ユウのブラコンを面白がってけしかける側。
カナヤン / 東仮名子（ひがし かなこ）
鶴ヶ崎高校3年。ユウのクラスメイト。背の低い天然系元気娘。頭を使うことが大の苦手。
ジュン / 渡船場巡（わたしば めぐる）
鶴ヶ崎高校2年。ヒロのクラスメイト。周りをよく見ている系。彼女がいて、バキューンもしていた。単行本の作者のあとがきによると、その後すぐに別れた（振られた系）とのこと。『Liqueur』版でも登場している。
ユカリ / 江西縁（えにし ゆかり）
鶴ヶ崎高校2年。ヒロのクラスメイト。図書委員で、ミヤさんの後輩。ヒロに好意を持っている。姓名ともに「縁」の意味。
タッキー / 北田滝（きただ たき）
邦府高校1年。トモのクラスメイト。バレーボール部。名前は回文。背が高く、マイペースで行動する。ナナミと共に鶴ヶ崎に行くトモについて行く。
ナナミ / 奈々南七（ななみなみ なな）
邦府高校1年。トモのクラスメイト。自分のことをナナミさんと自称する。名前は回文。人の話を聞かない不思議系。外見も他のキャラとは明らかに異なる。
マコト先生 / 実一十三（まこと ひとみ）
鶴ヶ崎高校保険医。「保健室のマコちゃん」。ツトム先生とは、鶴ヶ崎高校・大学と一緒に在籍していて、彼女のことを「ツっちゃん」と呼ぶ。
ツトム先生 / 津々務（つつ つとめ）
鶴ヶ崎高校の女性教員。数学教師。髪が短く、ボーイッシュな容姿をしている。マコト先生のことは「マコト」と呼び捨て。トモに一目惚れする。

### 主要人物の肉親
ベニー / 紅紅色（くれない べにいろ）
ヒロ・ユウの母親。ジョーと結婚してあげたが、2年後に離婚する。以降、シングルマザーを貫き通している。仕事のために在宅時間が少ないため、普段から姉弟で協力して家事をこなすことを昔から教えており、家事をヒロに押し付けるユウを叱喝することがある。
前髪ぱっつんの黒髪ロングに眼鏡をかけている。ジョーに求婚された当時は、眼鏡をかけておらず、現在よりも髪が長かった。ジョーが亡くなった当時は、セミロングヘアー。
『Liqueur』版では、セミロングヘアー姿で登場しているが、顔出しはしておらず、「母」としか記載されていないため、同一人物かは不明。
アッちゃん / 旭名橙（あさひな あかり）
トモの母親。ジョーと結婚していた。金髪のポニーテールが特徴。
ジョー / 城日暮（じょう ひぐれ）
ヒロ・ユウ・トモの父親。ヒロと同じ顔をしていて、ピアスも左耳に1つ付けており、非常に似た外観をしているが、ヒロとは違い左目に泣きほくろがある。仕事で渡米する前日にベニーに求婚するも断られるも、自分が帰国したら結婚するという約束を取り付ける。実際に3年程で帰国し、その間、浮気もしなかったため、ベニーと結婚した。求婚時は、ベニーが相手にしてくれないとの理由で、彼女を3人作っていたが、ベニーのために全員と別れると発言していた。2年後にベニーと離婚して、アッちゃんと再婚したが、数年後に交通事故で即死する。

## 書誌情報

### 旧版
- カトウハルアキ 『夕日ロマンス』発行：フレックスコミックス / 発売：ソフトバンククリエイティブ 〈Flex Comix〉 2007年7月25日初版第1刷発行（7月12日発売）、全1巻 ISBN 978-4-7973-4317-5
各キャラクターへのコメントや4コマ漫画など、13ページが加筆されている。

### 新装版
- カトウハルアキ 『夕日ロマンス』発行：フレックスコミックス / 発売：ほるぷ出版 〈Flex Comix〉 2012年2月1日初版第1刷発行（2月発売）、全1巻 ISBN 978-4-593-85668-8
2012年2月以降、フレックスコミックスより発行される全ての書籍の発売元がソフトバンククリエイティブから変更になったため、重版的な意味合いで再出版された新装版。そのため本自体は奥付などの出版社表記とISBNコード以外に変更は無い。

### 単行本未収録話の初出誌
- ファンロード編集部・編 『コミック・イラストロジー2006』大都社 2006年2月10日初版発行（1月発売）、全1巻 ISBN 4-88653-905-X
「夕日ロマンス 〜 アホな姉弟がボケるまでの過程と考察」収録。
- 『ブラコンアンソロジー Liqueur -リキュール-』発行：フレックスコミックス / 発売：ソフトバンククリエイティブ 〈Flex Comix〉 2011年4月20日初版第1刷発行（4月12日発売）、第1巻 ISBN 978-4-7973-6428-6
  - （新装版[注 1]）発行：フレックスコミックス / 発売：ほるぷ出版 〈Flex Comix〉 2012年2月1日初版第1刷発行（2月発売）、全1巻 ISBN 978-4-593-85620-6

第1巻にのみ収録。表紙も本作のイラストとなっている。